# Hugo Candelario
Hugo Candelario González Sevillano (n. Guapí, Cauca, 12 de febrero de 1967) es un cantante, compositor, arreglista, saxofonista, marimbero, director musical e investigador.

## Vida artística

### Agente cultural
Ha dedicado su carrera musical a la difusión de la música de la región del Pacífico colombiano. Su trabajo se ha centrado principalmente en la investigación, la creación, la producción y la difusión de las músicas de esta región del país.
Ha realizado investigaciones particulares sobre el folclor tradicional de la región del Pacífico y otras regiones de Colombia, investigaciones que son su interés primordial y el eje de su carrera musical.
Es además, compositor, arreglista, saxofonista, marimbista y director musical con formación académica del Instituto Popular de Cultura, el Conservatorio Antonio María Valencia y la Escuela de Música de la Universidad del Valle.
Ha participado en varios seminarios y talleres musicales con renombrados maestros del país como Blass Emilio Atehortúa, Álvaro Gallego, entre otros, y en diferentes lugares, desde la Costa Pacífica y Atlántica, hasta La Habana, Cuba, donde tomó un taller de Música Popular Cubana, en la Escuela Nacional de Arte de este país además su profesor de marimba de chonta fue el maestro gualajo

### Director musical
Estas bases académicas e investigativas lo han llevado a conformar y dirigir varios grupos y trabajos musicales: ha sido el director Musical del Grupo Folclórico Yurumanguí (con el que participó en los Festivales de Verano en Europa, en 1991), de los montajes teatrales del Grupo de Teatro Experimental de Cali, del Grupo Joricamba, en el montaje “María” de Incolballet. Además ha asesorado a diferentes grupos folclóricos de importantes empresas y universidades de la ciudad de Cali, donde vive en la actualidad. Ha integrado otros grupos musicales como: Río Guapí, Teatro Luna Bruja, Banda de la Universidad del Valle, Grupo Instituto Popular de Cultura, Razas, Raíces Negras y Arcano.
Es el director del Grupo Bahía, grupo ganador en las dos primeras versiones del Festival de Música del Pacífico "Petronio Álvarez".
Ha participado como músico invitado en los montajes de la Orquesta Sinfónica del Valle –Manglares- dirigido por el maestro Francisco Zumaque y La Sinfónica en Salsa de Currulao dirigida por el maestro Paul Dury, en el que participó como arreglista junto con el maestro Félix Darío Morgan.

### Práctica docente
Se ha desempeñado como profesor de música en la ciudad, en algunas escuelas, en el Instituto Popular de Cultura, en el Instituto Departamental de Bellas Artes, en la Secretaría de Cultura de Cali y en diferentes instituciones a nivel nacional.

### En el cine
Ha colaborado con el director de cine Jhony Hendrix con la banda sonora de la película Chocó y junto con Camilo Vargas realizó el tema “Ballena va la ballena” del cortometraje “Viajeras de dos mundos”, dirigido por Andrés Pineda. Fue invitado por Nicolás Buenaventura a participar en la obra “Dar a luz”.

### Representante artístico
Hugo Candelario y su Grupo Bahía han sido invitados a representar a Colombia en diferentes escenarios de carácter artístico, cultural y académico a nivel internacional: La Habana (Cuba); Inglaterra y Escocia; Portugal, en el evento EXPOLISBOA 98; Chicago (Estados Unidos); Hannover (Alemania) en EXPOHANNOVER 2000; Luanda (Angola) Proyecto Odantalán; Granada (España) III Encuentro para la Promoción y Difusión del Patrimonio Folclórico de los Países Andinos; Caracas (Venezuela); Chiapas (México) V Festival Internacional de Marimbistas-Tuxtla Gutiérrez; Lyon y París (Francia) Intercambio Musical con el Conservatorio Nacional Superior de Música y Danza de París; Tokio (Japón); Santiago de Chile (Chile); Washington D. C. (Estados Unidos); Salvador-Bahía (Brasil); Roma (Italia) Festival de Música de Cámara de Roma; Valencia (España) Festival MUSIC, LOVE & ROOTS; Ámsterdam (Países Bajos); Oslo (Noruega), Lisboa (Portugal); Berlín (Alemania); Nairobi (Kenia), Conmemoración del 2011 como Año Internacional de los Afrodescendientes; Isla Pedro González (Panamá); Oranjestad (Aruba); Brasilia (Brasil) Clausura del Año de la Afrodescendencia.
Fue el artista invitado al lanzamiento de Colombia como país sede del Congreso ISPA-2014, evento realizado en Wroclaw (Polonia) en junio de 2013. Hugo Candelario hace parte de la campaña “Ponte la camisa de la conservación” de Parques Nacionales Naturales del Ministerio de Ambiente y Desarrollo Sostenible.

### CD
Con el Grupo Bahía ha grabado los CD: “Con el Corazón Cerca de las Raíces”, “Cantaré”, “Pura Chonta”, “Pura Chonta Recargado”, “Mulataje”, en los que se desempeñó como compositor, intérprete, arreglista, productor y director musical. Realizó, en asocio con la Orquesta Sinfónica del Valle, el trabajo “Currulao Sinfónico” y con la Universidad del Valle el CD “Salud en convite con la vida”.